# 닛산 MID4
닛산 MID4 (미드 포) 는, 닛산 자동차가 1985년에 발표한 2인승의 미드십 스포츠카이다. 1987년에는 발전형인 MID4-II (미드 포 투)가 발표되었지만, 어느 쪽의 차종도 시판은 되지 않았다.

## 개요
원래는 1980년대 후반부터 1990년대를 확인한 차량 개발을 위한 고속 실험차로서의 역할과 당시 닛산이 주로 사파리 랠리를 중심으로 참전하고 있던 세계 랠리 선수권 대회 (WRC)로 도입될 예정이었던 새로운 카테고리 "그룹 S"에 참전을 염두에 개발된 시작차이다. 1985년 9월에 개최된 프랑크푸르트 모터쇼에서 발표되어, 철회 가능한 헤드라이트를 채용한 2인승의 차체에, 신개발의 VG30DE형 엔진(230ps/28.5kgm) 을 옆쪽으로 탑재해, 4륜구동 (4WD)과 4륜조타 (4WS)가 짜 합쳐졌다.
1987년에 개최된 제27회 도쿄 모터쇼에서는 보다 세련된 외관이 된 발전형의 MID4-II가 발표되었다. 서스펜션도 MID4에서는 전후 맥퍼슨 스트럿 식이었지만, MID4-II에서는 전륜이 더블 위시본 식, 후륜이 멀티 링크 식으로 변경되었다. 또 엔진도 세로 두어에 다시 탑재해 인터쿨러 트윈터보 화(VG30DETT형) 되어 최고 출력/최대 토크는 각각 330ps/39.0kgm에까지 향상했다.
어느 쪽의 차종도 시작차로서는 완성도가 높고, 시판에 대한 기대도 높아졌지만, 결국 실현에는 이르지 않았다. 그러나, 이 차로 길러진 기술은 그 뒤의 시판차에 전개 되었다.

## 같이 보기
- 닛산 스카이라인
- 닛산 자동차
- 혼다 NSX